# ТЭП10
ТЭП10 — тепловоз с электрической передачей пассажирский. Именное обозначение — «Стрела»

## История
Тепловоз начал выпускаться в 1961 году Харьковским заводом транспортного машиностроения.
Первоначально эти тепловозы обозначались ТЭ11 (под этой серией выпущены первые два тепловоза).
По результатам испытаний предназначением тепловозов ТЭП10 стало вождение тяжёлых пассажирских поездов.
Харьковский завод строил эти тепловозы в период с 1961 по 1968 год.
Тепловозы данной серии, в частности, поступили в депо Ленинград-Пассажирский-Московский для обслуживания поездов на участках Ленинград — Петрозаводск, Ленинград — Череповец и депо Саратов, Волгоград и Ташкент. Этот тепловоз длительное время был основным тепловозом в пассажирском движении на участке Черусти — Красноуфимск Горьковской железной дороги.
Последним депо, где эксплуатировались тепловозы ТЭП10, стало депо Муром Горьковской ж.д., где эти тепловозы обслуживали поезда Муром — Черусти и Муром — Ковров до 2006 года.
Несколько тепловозов сохранены для музеев: ТЭП10-082 стоит в музее ж.д. техники на ст. Сеятель, ТЭП10-126 в Ташкентском музее, ТЭП10-163 в железнодорожном музее на Варшавском вокзале в Санкт-Петербурге, ТЭП10-186 — в музее железнодорожной техники на Рижском вокзале в Москве. Также сохранились ТЭП10-205 на экспериментальном кольце ВНИИЖТа в Щербинке, ТЭП10-311 в ЖД музее Ростова-на-Дону, ТЭП10-209 в депо Тихорецк, ТЭП10-314 в депо Иваново и ТЭП10-333 на Оржицком сахарном заводе
Всего было построено 335 тепловозов данной серии.

## Технические данные
- Конструкционная скорость — 140 км/ч.
- Мощность дизеля — 3000 л.с.

## Модификации
ТЭП10 выпускался небольшое время перед свертыванием производства локомотивов на ХЗТМ и модификаций не имел.